# Монстры рока СССР
«Монстры рока СССР» — рок-фестиваль, проводившийся в СССР в 1989 и 1990 годах.

## История
Первый фестиваль был проведён в Череповце на стадионе «Металлург» (вмещающем 12 тысяч зрителей) в период с 31 августа по 2 сентября 1989 года журналом «Metal Hammer» (Сергей Соколов, Сергей Кулешов) при участии московского ПКО «Новация» и череповецкого производственного объединения «Азот». Были аккредитованы журналисты почти всех европейских стран. Аппаратура была предоставлена фирмой «Кервин Вега», охрану обеспечивал спортивный клуб «Вайдер-Ветал».
На осеннем туре фестиваля «Звуковой дорожки МК», 16 октября было полностью отдано участникам фестиваля в Череповце — день «Монстрс оф рок» представляла фирма «БиЗ Экспресс» и редактор «Метал Хаммер» Генри Ольберг.
Участники
- «Радмир»
- «Прима Донна»
- «Ария» (хэдлайнер 31 августа)
- «Джокер»
- «Orient Express / Земляне»
- «Чёрный кофе» (хэдлайнер 1 сентября)
- «Маркиза»
- «Мастер»
- «Алиса» (хэдлайнер 2 сентября)

Второй фестиваль был проведён в мае 1990 года в Москве в УДС «Крылья Советов» при поддержке компании «БиЗ Экспресс» Бориса Зосимова. С группой «Маркиза» выступила Энн Болейн (вокалистка группы «Hellion»). Пресс-атташе не участвовавшей в фестивале группы «Коррозия металла» А. Тарасов написал негативную статью для газеты «На смену».
Участники
- «Джокер»
- «Маркиза»
- «Чёрный кофе»
- «Мастер»
- «Круиз»[3]
- «Gain»

Третий фестиваль состоялся в июле 1990 года в Ленинграде при поддержке компании «БиЗ Экспресс».

«Очень несложно набить до отказа Большую арену в Лужниках, пригласив „Бон Джови“, Оззи Осборна, „Синдереллу“, „Скорпионз“ и т. д. Трудно их пригласить, а собрать аудиторию — просто. Но у меня другая задача: делать всё русскими руками, рекламировать русских звёзд, и не только для западной, а в первую очередь для своей публики…».— Б. Зосимов, «Московский Комсомолец» 19.07.1990